# Jugoslovanska hokejska liga 1988/89
Sezona 1988/89 jugoslovanske hokejske lige je bila šestinštirideseta sezona jugoslovanskega prvenstva v hokeju na ledu. Naslov jugoslovanskega prvaka so prvič osvojili hokejisti hrvaškega kluba KHL Medveščak. 

## Končni vrstni red
1. KHL Medveščak
2. HK Jesenice
3. HK Partizan Beograd
4. HK Olimpija Ljubljana
5. HK Crvena Zvezda
6. HK Vojvodina Novi Sad